# Черемикіно
Черемикіно — село в Ломоносівському районі Ленінградської області. Розташоване за 33 км південніше селища Велика Іжора. На схід від села на відстані 11 км по шосе М-11 знаходиться село Кіпень, а на захід по цьому ж шосе на відстані 21 км село Бєгуниці.
У навколишніх лісах багато глибоких провалів та інших проявів активних карстових процесів.

## Географія
Населений пункт розташований на західній околиці міста Санкт-Петербурга.

## Історія
Населений пункт розташований на історичній землі Іжорія.
Згідно із законом від 24 грудня 2004 року № 117-оз належить до муніципального утворення Кіпенське сільське поселення.

## Населення
| 1862 | 2007 | 2010 |
| ---- | ---- | ---- |
| 17   | ↗100 | ↘85  |

## Визначні пам'ятки
- Садиба «Черемикінської школи» (зруйнована в 1960—1970 роках).
- Маєток герцога Мекленбург-Стрєлицького (так званий «мисливський дім»).

Цей маєток належить до «виявлених об'єктів» (тобто держава виявила його недавно), хоча будинок побудовано в 80-х роках XIX ст. До 80-х років XX ст. будівлю займала Черемикінська школа-інтернат, тому він багато років пустував. За мисливським будинком в лісі можна знайти руїни колишньої Єлізаветинської лікарні, перетвореної свого часу в спальний корпус інтернату. Руїни формально знаходяться під охороною. Парк сильно вирубано, ним слід ходити обережно через незакриті «колодязі» та люки.

## Транспорт
Автобус
- № 482А (автобусна станція Кіровський завод—Черемикіно)